# Electronic Data Systems
Electronic Data Systems (EDS) (NYSE: EDS, LSE: EDC) fue una empresa estadounidense de consultoría de tecnologías de la información, fundada en 1962 por Ross Perot. Con sede central en Plano, Texas, la compañía fue adquirida por General Motors en 1984, y en 1996 se convirtió nuevamente en una empresa independiente. En 2004, empleaba a 117.000 personas ubicadas en 60 países, y generó unas ganancias de 20.700 millones de dólares. EDS fue una de las mayores empresas de servicios, según la lista Fortune 500.
Durante 2004, el 56% de las ganancias vinieron de América; el 27% de Europa, Oriente Medio, y África; el 5% de Asia del Pacífico; el 4% de A.T. Kearey (subsidiaria); y el 8% de "otros", como cambio de moneda, venta de activos, etc. Las ganancias por Servicios fueron: Infraestructura 52%, Aplicaciones 24%, Business process outosurcing (BPO) 12%, A.T. Kearney 4%, y otras 8%.
Un hecho significativo de su historia es que justo antes del derrocamiento del Sha en el Irán de 1979, EDS estaba desarrollando un sistema de Seguridad Social en el país. Dos de sus empleados fueron detenidos sin acusaciones concretas y Ross Perot, presidente de la empresa en ese momento, organizó un rescate clandestino. Estos hechos fueron narrados por el escritor Ken Follett, en su libro Las alas del águila.
Los principales clientes de EDS en el ámbito mundial fueron (entre otros) Grupo BIMBO, General Motors, KarstadtQuelle, Kraft, la Marina de los Estados Unidos y el Ministerio de Defensa del Reino Unido.
En Argentina su sede se encontraba en Buenos Aires en el barrio de Nuñez en la calle Arias 1851. Empleaba alrededor de 1500 personas. 
EDS se estableció en España en 1980 y actualmente emplea a 3.000 personas. Cuenta con oficinas en Sant Cugat (Barcelona) y Zaragoza. Los principales clientes de EDS en Barcelona y Zaragoza son La Caixa y Opel respectivamente.
En México tenía sedes en DF, Cd. Juárez, Monterrey, entre otras ciudades. Sus clientes eran los principales productores de Pan, embotelladoras de refrescos, seguros, y otras empresas líderes en su industria.
El 13 de mayo de 2008 Hewlett-Packard adquirió EDS por 13.900 millones de dólares (8.982 millones de euros).